# MiG I-320
I-320 (R) byla prototypová řada sovětského dvojmístného stíhacího letounu pro každé počasí, vybaveného výkonným radarem Izumrud.

## Vývoj
První prototyp I-320 R-1 vzlétl 16. dubna 1949. Zalétávali jej piloti A. A. Věrnikov, J. Naščikin a J. A. Antipov. Letoun měl objemný trup, v němž byla umístěna kabina pro dva členy osádky sedící vedle sebe. Konstrukce vycházela ze stroje MiG-15, v přední mohutnější části trupu byl však před kabinou umístěn druhý motor, jehož tryska ústila pod křídlem. Zadní část trupu – kromě zvětšených ocasních ploch – odpovídala (včetně motorové instalace) MiGu-15. Pohon zajišťovala dvojice motorů RD-45F s tahem po 22,26 kN, výzbroj tvořily tři kanóny N-37 ráže 37 mm se zásobou 50 nábojů na hlaveň.
V roce 1950 byly postaveny další dva prototypy: I-320 R-2 a I-320 R-3. Od prvního prototypu se odlišovaly zesílenou konstrukcí, vylepšenou elektronikou a upravenými překryty kabiny. Pohon obstarávaly dva motory VK-1 s tahem po 26,47 kN. Zadní část trupu byla obdobou stroje MiG-17. R-3 měl navíc upravené křídlo se třemi aerodynamickými plůtky na horní straně. Druhý a třetí prototyp zalétávali J. A. Antipov, M. L. Gallaj, S. N. Anochin a také pozdější kosmonaut Georgij Beregovoj. Zásoba nábojů byla zvětšena o 10 na zbraň.
Sériově se nakonec letoun nevyráběl, protože stejné parametry měl konkurenční Jakovlev Jak-25.

## Specifikace (I-320 R-1)

### Technické údaje
- Osádka: 2
- Rozpětí: 14,20 m
- Délka: 15,77 m
- Nosná plocha: 41,20 m²
- Hmotnost prázdného stroje: 7367 kg
- Max. vzletová hmotnost: 10 265 kg
- Pohonná jednotka: 2 × proudový motor RD-45F
  - Tah motoru: 22,26 kN

### Výkony
- Maximální rychlost: 1060 km/h
- Dostup: 15500 m
- Dolet: 1940 km
- Vytrvalost: 3 h

### Výzbroj
- 3 × kanón NS-37 ráže 37 mm